# Нобиле (лунный кратер)
Кратер Нобиле (лат. Nobile), не путать с кратером Нобили (лат. Nobili), — крупный ударный кратер в области южного полюса Луны на её видимой стороне. Название присвоено в честь итальянского дирижаблестроителя, исследователя Арктики Умберто Нобиле (1885—1978) и утверждено Международным астрономическим союзом в 1994 г. 

## Описание кратера

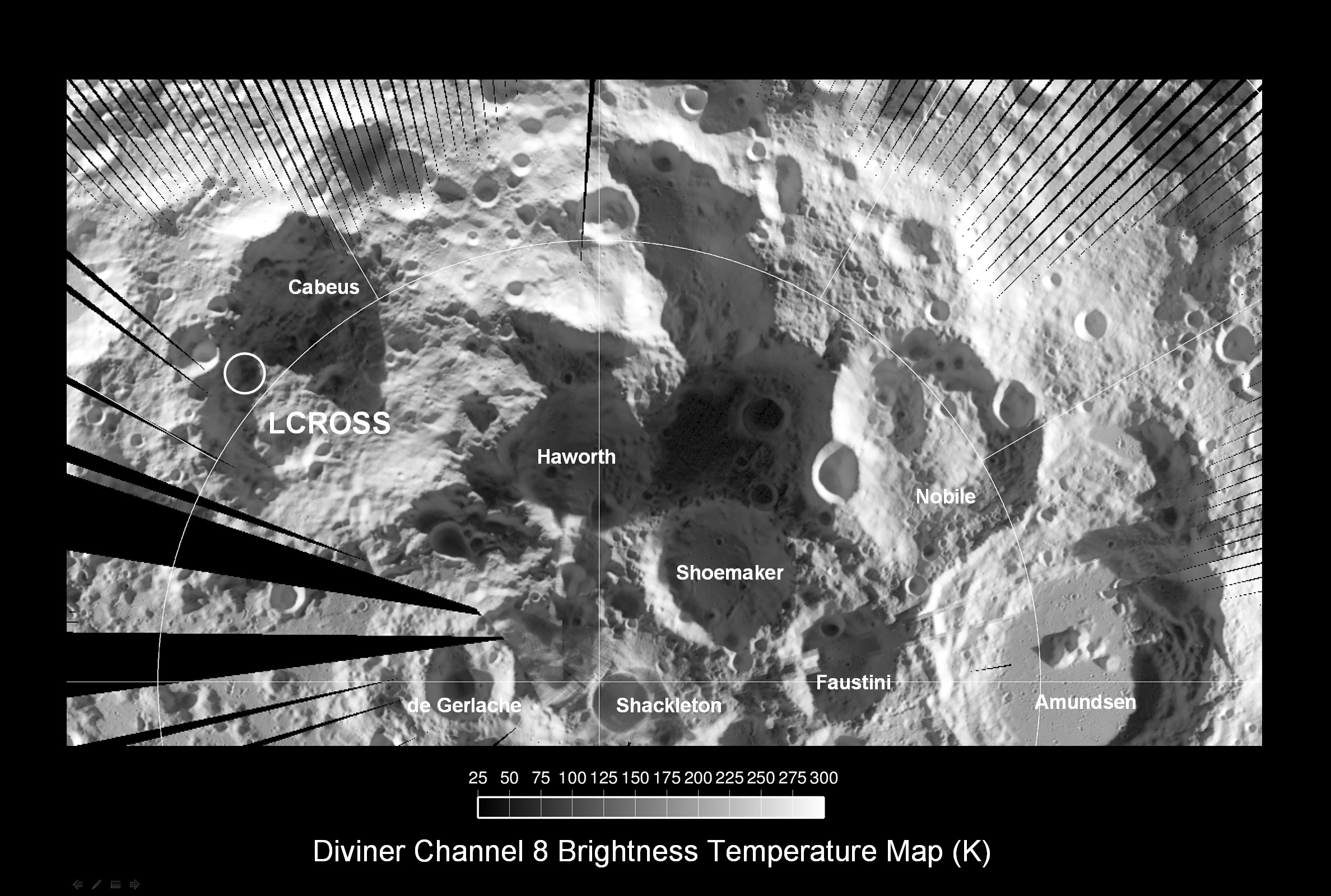
Визуализация замеров температуры лунной поверхности в районе кратера Нобиле с помощью прибора DLRE Lunar Reconnaissance Orbiter.

Ближайшими соседями кратера являются кратер Амундсен, примыкающий к кратеру Нобиле на востоке; кратер Фаустини на юго-востоке; кратер Шумейкер на юге; кратер Хауорт на юго-западе; кратер Малаперт на западе; кратер Скотт на северо-северо-западе и кратеры Ваповский, Фон Байер, Сведберг на севере. Селенографические координаты центра кратера — 85°17′ ю. ш. 53°16′ в. д. / 85,28° ю. ш. 53,27° в. д., диаметр — 79,3 км, глубина — 3740 м.
Кратер Нобиле имеет полигональную форму и умеренно разрушен. Вал несколько сглажен, северная и южная часть вала перекрыты небольшими кратерами. Внутренний склон вала широкий, относительно гладкий в южной части. Высота вала над окружающей местностью составляет 1310 м, объем кратера приблизительно 4800 км³. Дно чаши пересечённое, испещрено множеством мелких кратеров. В центре чаши расположен невысокий округлый центральный холм большого диаметра. Большая часть чаши кратера находится в тени в течение лунного дня, возможно наличие на дне кратера льда.
До получения собственного наименования в 1994 г. кратер имел обозначение Скотт A (в системе обозначений так называемых сателлитных кратеров, расположенных в окрестностях кратера, имеющего собственное наименование).

## Сателлитные кратеры
Отсутствуют.

## Исследования
Район кратера Нобиле США намерены исследовать с помощью лунохода VIPER, который может стать первым земным аппаратом, работавшим в постоянно затенённой области.